# Luis Guillón
Luis Guillón es una ciudad del partido de Esteban Echeverría, provincia de Buenos Aires, Argentina. Está ubicada al sudoeste del conurbano bonaerense, a 25 km de la ciudad de Buenos Aires, con accesos a las autopistas 25 de mayo y Ricchieri y la RP 4 (Camino de Cintura). Es conocida también como "La ciudad de los Jardines"

## Historia
La zona empezó a poblarse en 1825 con la llegada una colonia escocesa de 211 personas,  autorizadas por el entonces gobierno de Bernardino Rivadavia para asentarse y trabajar el campo.
Hasta 1896, la localidad pertenecía al entonces partido de Lomas de Zamora. El 9 de abril de 1913 se creó el partido de Esteban Echeverría.
La fecha de fundación de la ciudad, por aquel entonces llamada Villa de Mayo es tomada como el 6 de noviembre de 1926, día en el que se estableció la estación ferroviaria denominada en ese momento Parada km 23,540 y más tarde "Luis Guillón", en honor al francés Don Luis Guillón (Lyon, 1851 - Buenos Aires, 1923) pionero en las industrias lanera y frigorífica en la región, y gran impulsor del progreso e independencia del partido de Esteban Echeverría.

## Geografía

### Ubicación
La ciudad de Luis Guillón limita al oeste con la localidad de Monte Grande, al sur con la localidad de Malvinas Argentinas (Almirante Brown), al este con las ciudades de Llavallol y Lomas de Zamora y al norte con la localidad de 9 de Abril.

### Población
Contaba con 37,843 habitantes (Indec, 2001)